# Country soul
La country soul est un genre musical hybride combinant la musique soul et country et influencé par le gospel. Ray Charles est connu pour être un des pionniers de ce style musical qui sera chanté par des artistes comme Solomon Burke, Arthur Alexander et Mavis Staples.

## Artistes notables
- Arthur Alexander
- William Bell
- Solomon Burke
- James Carr
- Ray Charles
- "Big" Al Downing (en)
- Dobie Gray
- Roy Head
- Eddie Hinton (en)
- Jimmy Hughes (en)
- Millie Jackson
- Bettye LaVette
- Jimmy Lewis (en)
- Esther Phillips
- The Pointer Sisters
- Charlie Rich
- Percy Sledge
- Joe Simon (en)
- O.C. Smith (en)
- The Staple Singers
- Mavis Staples
- Roebuck "Pops" Staples (en)
- Candi Staton
- Bettye Swann (en)
- Tony Joe White